# Affeltrach
Affeltrach (auch Affeldrach, Effeltrich) ist eine Wüstung auf dem Gebiet der kreisfreien Stadt Schweinfurt in Unterfranken. Das Dorf wurde bereits zu Beginn des 14. Jahrhunderts verlassen. Die Gründe für das Verlassen der Siedlung sind unklar.

## Geografische Lage
Die Lokalisierung der Siedlung erweist sich als schwierig. Oeller vermutet, dass Affeltrach in unmittelbarer Nähe des heutigen Schweinfurter Gemeindeteils Bellevue lag, der zum Stadtteil Musikerviertel gezählt wird. Somit wäre das Dorf neben der ebenfalls wüst gefallenen Ansiedlung Hilpersdorf zu verorten. Die Siedlungsstelle ist weitgehend überbaut, nördlich führt die vierspurige Niederwerrner Straße (Bundesstraße 303) vorbei. Wahrscheinlich wurde das Dorf von der Wern durchflossen. Eine Flurlage wird Affeltrach genannt.

## Geschichte
Der Ortsname Affeltrach leitet sich wahrscheinlich vom althochdeutschen Wort für Apfelbaum, aphaltar, her. Die Endung -ach verweist auf eine größere Anzahl. Affeltrach wäre dann die Siedlung bei den Apfelbäumen gewesen. Wahrscheinlich wurde das Dorf bereits in vorchristlicher Zeit gegründet, als germanische Stämme nach Franken vorstießen; die Endung weist jedenfalls auf ein hohes Alter der Siedlung hin.
Zunächst war Affeltrach wohl Teil des weitverzweigten Königslandes im Frankenreich. Dort lebten Hintersassen, die dem König zu Diensten waren. Im Laufe des 9. und 10. Jahrhunderts wurden die geschlossenen Besitzungen des Monarchen nach und nach aufgelöst und an verdiente Personengruppen verschenkt. Affeltrach kam an die Mönche der Bonifatiusabtei in Fulda. Im Besitz des Klosters tauchte es im Jahr 951 als „Affeldrahe“ erstmals urkundlich auf.
In der Urkunde von 951 ist Affeltrach gleichzeitig letztmals als blühendes Dorf fassbar. Denn bereits 1313 fand das Dorf in den Zinsbüchern des Deutschen Ordens lediglich als Wüstung Erwähnung. „In dem Affalderech“ hatte der Schweinfurter Bürger Heinrich Kuchenkneth eine halbe Hube inne. Im Jahr 1337 besaß Kunigunde Durre Äcker „hinter dem Affaltirreich“. Die Siedlung verschwand wohl zu Beginn des 14. Jahrhunderts und die Bewohner siedelten ins nahe Hilpersdorf über.